# Ormetica valera
Ormetica valera är en fjärilsart som beskrevs av William Schaus 1933. Ormetica valera ingår i släktet Ormetica och familjen björnspinnare. Inga underarter finns listade i Catalogue of Life.